# 虚栄の焼却

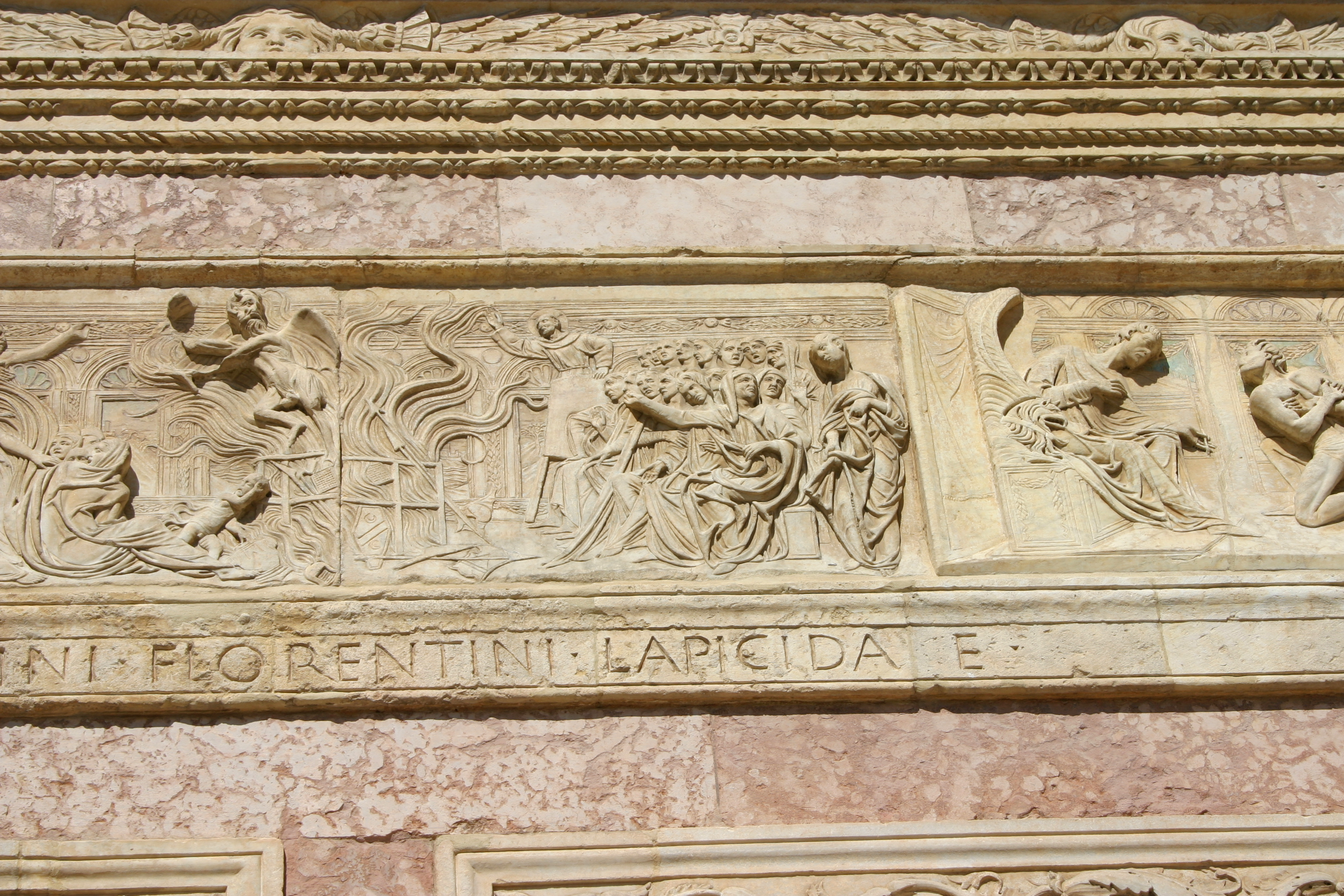
1457年から1461年の間にアゴスティーノ･ディ･ドゥッチョが建設したOratorio di San Bernardinoから、シエーナのベルナルディーノが行った虚栄の焼却

虚栄の焼却（イタリア語：Falò delle vanità）とは、通常1497年2月7日に起きたイタリアのフィレンツェ当局が罪とした化粧品、芸術、書籍、トランプなどをドミニコ会司祭ジロラモ・サヴォナローラの支持者がマルディグラの祭りでくべたかがり火の事である。そこから政府などが罪としたものを燃やす物を指すようになった。
このかがり火はサヴォナローラが考案したものではなく、この世紀の前半にシエーナのベルナルディーノの屋外説教でよく行われたものである。
このかがり火の対象となったものは、化粧品、ドレス、トランプなどの虚飾の罪などを含む、罪を犯す可能性のある物品、不道徳と見なされる書籍・芸術品が燃やされた。

## 文化
「虚栄の焼却」は歴史上のフィクション作品のいくつかで取り上げられている。例として、ジョージ・エリオットの『ロモラ』(1863年)、E・R・エディスンの『A FIsh Dinner in Memison』(1941年)、アーヴィング・ストーンの『苦悩と恍惚』(1961年)、チェルシー・クイン・ヤーブロの『The Palace』(1978年)、マイケル・オンダーチェの『イギリス人の患者』第二部（1992年）、 ロジャー・ゼラズニイとロバート・シェクリイの『If at Faust You Don't Succeed』(1993年)、ティモシー・フィンドリーの『Pilgrim』(1999年)、イアン・コールドウェルとダスティン・トマソン（Dustin Thomason）の『フランチェスコの暗号』(2004年)、ジーン・カログリディスの小説『en:I, Mona Lisa』(2006年)、ショウタイムで放映されたテレビシリーズ『ボルジア家 愛と欲望の教皇一族』、イタリアのスカイ・イタリアで放映されたテレビシリーズ『ボルジア 欲望の系譜』などがある。トム・ウルフは1987年の小説『虚栄の篝火』とその映画版で、この出来事をタイトルに使用した。マーガレット・アトウッドは、ディストピアを題材にした小説『侍女の物語』(1985年)や『オリクスとクレイク』の中でこの件を仄めかしている。テレビゲーム『アサシン クリード II』でもこの件が描かれている。